# Florin Lehaci
Florin Sorin Lehaci (Câmpulung Moldovenesc, 26 de marzo de 1999) es un deportista rumano que compite en remo. Su esposa Maria Tivodariu, su hernana Ionela-Livia y su cuñado Marius Cozmiuc compiten en el mismo deporte.
Ganó siete medallas en el Campeonato Europeo de Remo, entre los años 2020 y 2025.
Participó en dos Juegos Olímpicos de Verano, ocupando el séptimo lugar en Tokio 2020 (ocho con timonel) y el cuarto en París 2024 (dos sin timonel).

## Palmarés internacional
| Campeonato Europeo | Campeonato Europeo | Campeonato Europeo | Campeonato Europeo |
| Año                | Lugar              | Medalla            | Prueba             |
| ------------------ | ------------------ | ------------------ | ------------------ |
| 2020               | Poznań (Polonia)   | Medalla de plata   | Ocho con timonel   |
| 2021               | Varese (Italia)    | Medalla de plata   | Ocho con timonel   |
| 2022               | Múnich (Alemania)  | Medalla de bronce  | Cuatro sin timonel |
| 2023               | Bled (Eslovenia)   | Medalla de plata   | Ocho con timonel   |
| 2024               | Szeged (Hungría)   | Medalla de bronce  | Dos sin timonel    |
| 2024               | Szeged (Hungría)   | Medalla de bronce  | Ocho con timonel   |
| 2025               | Plovdiv (Bulgaria) | Medalla de oro     | Dos sin timonel    |